# Steven J. Zaloga
Steven J. Zaloga (sinh năm 1952) là một sử gia và là một nhà nghiên cứ kỹ thuật quân sự nổi tiếng của Hoa Kỳ. Ông tốt nghiệp cử nhân lịch sử loại khá ở Đại học Union và tốt nghiệp thạc sĩ ở Đại học Columbia.
Zaloga đã xuất bản nhiều đầu sách viết về kỹ thuật quân sự hiện đại, nhất là về xe tăng và xe bọc thép của Liên Xô và các nước thuộc Cộng đồng các quốc gia độc lập (SNG). Ông là một nhà phân tích lão thành của Tập đoàn Teal Group.
Ông cũng là một chuyên gia trong việc xây dựng các mô hình xe quân sự thu nhỏ và là một điều hành viên của nhóm thảo luận về binh lực quân đội Đồng minh ở MissingLynx.com, một trang mạng chuyên về xây dựng mô hình. Ông cũng là một cộng tác viên thường xuyên của tạp chí Military Modelling và là thành viên của Hội Bảo tồn và Xây dựng mô hình Thiết giáp.

## Tác phẩm
- M1 Abrams Main Battle Tank 1982-92 (1993) ISBN 9781855322837
- Modern American Armor: Combat Vehicles of the United States Army Today (1982) ISBN 0-85368-248-8
- Modern Soviet Armor: Combat Vehicles of the USSR and Warsaw Pact Today (1980) ISBN 0-13-597856-4
- Polish Army, 1939-1945, Osprey Publishing, 1982, ISBN 0-85045-417-4,
- T-54 and T-55 Main Battle Tanks 1944-2004 (2004) ISBN 1-84176-792-1
- T-72 Main Battle Tank 1974-93 (1993) ISBN 1-85532-338-9
- The Kremlin's Nuclear Sword: The Rise and Fall of Russia's Strategic Nuclear Forces, 1945-2000,Random House, 2002 ISBN 1588340074
- Scud Ballistic Missile and Launch Systems 1955-2005. Osprey Publishing, 2006.
- 1989 The Red Army of the Great Patriotic War, 1941-45 (Men-at-arms S.)
- Red Thrust: Attack on the Central Front, Soviet Tactics and Capabilities in the 1990s (1989) ISBN 0-89141-345-6
- T-34 in Action, (with James Grandsen) Carrollton, Texas: Squadron/Signal. ISBN 0-89747-112-1
- Soviet Tanks and Combat Vehicles of World War Two(with James Grandsen), London: Arms and Armour Press. ISBN 0-85368-606-8
- T-34-85 Medium Tank 1944–94, (with Jim Kinnear) Oxford: Osprey Publishing. ISBN 1-85532-535-7
- Soviet Tanks in Combat 1941–45: The T-28, T-34, T-34-85, and T-44 Medium Tanks (with Jim Kinnear, Andrey Aksenov & Aleksandr Koshchavtsev) Hong Kong: Concord Publication. ISBN 962-361-615-5.
- T-34 Medium Tank 1941–45, (with Peter Sarson) Oxford: Osprey Publishing. ISBN 1-85532-382-6
- Soviet Heavy Tanks (with James Grandsen). London: Osprey Publishing. ISBN 0-85045-422-0
- KV-1 & 2 Heavy Tanks 1939–1945 (with Peter Sarson). Oxford: Osprey Publishing. ISBN 1-85532-496-2
- Bagration 1944: The Destruction of Army Group Centre. Osprey Publishing, 1996. ISBN 978-1855324787
- 2005 D-Day Fortifications in Normandy (Fortress S.)
- 2005 Anzio 1944: The Beleaguered Beachhead (Campaign S.)
- Overlord: The D-Day Landings. Osprey Publishing, 2009. ISBN 978-1-84603-424-4
- Modeling US Armor of World War 2. Osprey Publishing, 2009. ISBN 978-1-84603-398-8
- Red Sam: The SA-2 Guideline Anti-Aircraft Missile. Osprey Publishing, 2007. ISBN 184-6-03062-5, ISBN 978-1-84603-062-8. 48pp
- Japanese Tanks 1941–45 Osprey Publishing, 2007. ISBN 978-1-84603-091-8
- T-80 Standard Tank: The Soviet Army's Last Armored Champion Osprey Publishing, 2009. ISBN 978-1-84603-244-8